# Zosterop d'Aldabra
El zosterop d'Aldabra (Zosterops aldabrensis) és un ocell de la família dels zosteròpids (Zosteropidae).

## Hàbitat i distribució
Habita boscos i vegetació secundària de l'illa d'Aldabra, a les Seychelles sud-occidentals.

## Taxonomia
Ha estat considerat una subespècie de Zosterops maderaspatanus. Actualment és considerada una espècie germana.